# Stadio Dinamo (Ufa)
Lo Stadio Dinamo, noto anche come Dinamo Stadion, è uno stadio della città di Ufa, in Russia.
Viene utilizzato per le partite di calcio, ospita le partite casalinghe dell'Ufa.